# نوفمبر الأسود (فلم)
نوفمبر الأسود: المعاناة في دلتا النيجر (بالإنجليزية: Black November: Struggle for the Niger Delta)، هُو فيلم دراما وأكشن أمريكي نيجيري صدر سنة 2012. الفيلم من بطولة طاقم تمثيل مُكون من حكيم كاي-كاظم وميكي رورك وكيم باسنجر وفريد أماتا وسارة وين كوليز ونسي إيكبي إيتيم وأوه. سي. أوكيجي، فيفيكا ا. فوكس وآن هاش وبيرسيا وايت وإيكون ووايكلف جين ومبونغ أماتا. تولى المُخرج جوتا أماتا إخراج وإنتاج الفيلم.

## وصلات خارجية
- مقالات تستعمل روابط فنية بلا صلة مع ويكي بيانات